# Breutelia aciphylla
Breutelia aciphylla là một loài rêu trong họ Bartramiaceae. Loài này được Wilson A. Jaeger mô tả khoa học đầu tiên năm 1875.